# 밀양군 을
밀양군 을은 대한민국의 옛 국회의원 선거구이다. 당시 경상남도 밀양군의 일부 지역을 관할했다.

## 역사
제헌 국회의원 선거를 앞두고 밀양군의 일부 지역을 관할하는 선거구로 신설되었다. 신설 당시 밀양군 삼랑진면, 상남면, 하남면, 초동면, 무안면, 청도면을 관할했다.
제6대 국회의원 선거를 앞두고 밀양군 갑 선거구와 통합되어 밀양군 단독 선거구를 이루게 됨에 따라 폐지되었다.

## 역대 국회의원
| 선거   | 정당 | 정당       | 의원   |
| ------ | ---- | ---------- | ------ |
| 1948년 |      | 무소속     | 박해극 |
| 1950년 |      | 무소속     | 김형덕 |
| 1954년 |      | 자유당     | 조만종 |
| 1958년 |      | 민주당     | 김정환 |
| 1960년 |      | 사회대중당 | 박권희 |

## 역대 선거 결과

### 대한민국 제헌 국회의원 선거
|  | 53.40% |

|  | 36.41% |

|  | 10.17% |

### 대한민국 제2대 국회의원 선거
|  | 28.41% |

|  | 14.26% |

|  | 14.18% |

|  | 7.78% |

|  | 5.75% |

|  | 5.43% |

|  | 4.53% |

|  | 4.42% |

|  | 3.91% |

|  | 2.86% |

|  | 2.79% |

|  | 2.74% |

|  | 2.35% |

|  | 0.54% |

### 대한민국 제3대 국회의원 선거
|  | 21.15% |

|  | 16.70% |

|  | 14.29% |

|  | 9.84% |

|  | 7.97% |

|  | 7.48% |

|  | 5.04% |

|  | 5.01% |

|  | 4.91% |

|  | 4.17% |

|  | 3.40% |

### 대한민국 제4대 국회의원 선거
|  | 23.10% |

|  | 20.98% |

|  | 20.97% |

|  | 19.83% |

|  | 10.92% |

|  | 4.17% |

### 대한민국 제5대 국회의원 선거
|  | 39.28% |

|  | 36.47% |

|  | 14.71% |

|  | 9.52% |